# Koninkrijk Friesland
Het koninkrijk Friesland, soms verward met Magna Frisia of Groot-Friesland, was een politieke constellatie die vermoedelijk vanaf het einde van de 6e of het midden van de 7e eeuw bestond. Het grondgebied besloeg rond 700 voornamelijk de Hollandse kuststreek (Frisia ulterior) en enkele aangrenzende regio's, met name het rivierengebied rond Utrecht en Dorestad (Frisia citerior). Tot de politieke invloedssfeer behoorden waarschijnlijk westerlauwers Friesland. Ook Zeeland werd aanvankelijk tot de Friese gewesten gerekend, maar of de Friese koningen hier hun macht hebben uitgeoefend, is onzeker.
De Friese zelfstandigheid eindigde in Holland en Friesland met de slag aan de Boorne in 734, toen de Friese legeraanvoerder Poppo of Bubo door de Franken werd verslagen. Groningen en Oost-Friesland werden pas een halve eeuw later bij het Frankische rijk gevoegd. De Friese kolonisten op Helgoland en langs de kust van Jutland bleven onder het gezag van Deense koningen staan.

## Magna Frisia?

Magna Frisia rond 700, zoals men zich dit in de 19e en vroege 20e eeuw voorstelde

Het koninkrijk Friesland wordt soms ten onrechte gelijkgesteld aan het woongebied van de Friezen, dat zich uitstekte van het Zwin bij Brugge in België tot voorbij de Wezermonding in Duitsland. Dit gebied wordt wel Magna Frisia of Groot-Friesland genoemd. In middeleeuwse geschriften wordt de hele regio aangeduid met de Latijnse termen Frisia of tota Frisia. Het gebied kenmerkte zich later vooral door het ontbreken van feodaliteit.
Met name de oudheidkundige Pieter Boeles (1927/1951) en de archeoloog Herre Halbertsma (1982) waren van mening dat het Friese koninkrijk in zijn hoogtijdagen grotendeels samenviel met het vestigingsgebied der Friezen. Er zou sprake zijn van een samenhangend territorium met het centrum in de provincie Friesland, waar later ook de Friese taal zich zou handhaven. De archeoloog Wim van Es (1990) was de eerste die dit beeld corrigeerde, door te stellen dat Radbouds machtsbasis in het Hollands-Utrechtse rivierengebied rond Utrecht en Dorestad heeft gelegen. Daarentegen veronderstelde Menno Dijkstra (2010) dat Radbouds rijk wel degelijk groter was.
Recente auteurs stellen vrijwel unaniem dat er geen sprake was van een aaneengesloten bestuursgebied. De term Magna Frisia is volgens Luit van der Tuuk "een betrekkelijk recent bedenksel van een fictief gebied waar zelfs koning Radbod in zijn hoogtijdagen niet volledig over heeft geheerst".

## Overzicht
Aangenomen wordt dat de Friezen en de verwante Frisiavonen al in de Romeinse tijd met een vreedzame expansie in zuidwaartse richting langs de Noordzeekust waren begonnen, die misschien zelfs tot diep in Vlaanderen en Engeland reikte. Een deel van hen werd onder dwang naar andere streken overgebracht. Waar het oorspronkelijke woongebied van de Friezen (en de naburige Chauken) langzamerhand ontvolkt raakte, werden de opengevallen plekken na enige tijd ingenomen door immigranten uit het Duitse kustgebied. Die werden op hun beurt - net als hun voorgangers - als 'Friezen' aangeduid.
Een centraal bestuurd koninkrijk ontstond pas toen de Friese gebieden na de ineenstorting van het Romeinse Rijk plotseling een centrale ligging kreeg tussen de opkomende Germaanse koninkrijken van de Franken, Angelsaksen en de Scandinaviërs op de Noordwest-Europese handelsroutes. Deze positie werd vanaf ongeveer 550 versterkt door het verbreken van de Noord-Zuidroute tussen Oostzee en de Middellandse Zee door de inval van Slavische volkeren in Oost-Europa. Vanwege hun waterrijke land, waar vrijwel al het verkeer traditioneel over water moest gebeuren, hadden de Friezen al een uitstekende ervaring met de scheepvaart. Handel en vruchtbare grond maakten het gebied echter ook aantrekkelijk voor het opkomende Frankische Rijk, waarmee dan uiteindelijk aan alle voorwaarden werd voldaan om tot de consolidatie van een weerbare territoriale eenheid te komen. Er vormde zich een koningshuis van regionale machtsbetekenis, waarvan de koningen Aldgisl en Radbod bekend zijn.
Dit Friese rijk bleef in stand tot circa 719, toen een groot deel van Friesland werd ingelijfd bij het Frankische rijk. Het Friese wetboek dat na de uiteindelijke volledige verovering van Friesland in opdracht van Karel de Grote werd samengesteld laat het Friese grondgebied van de Sincfal (vanouds opgevat als Het Zwin) tot aan de Wezer lopen. In dit wetboek werd het oud-Friese gewoonterecht vastgelegd.
De regionale, meestal aaneengesloten bewoonbare gebieden in het Frankische Rijk werden gouwen (kerngewesten) genoemd, waaruit later graafschappen en kleinere districten werden gevormd (zie: Zeven Friese Zeelanden). In het latere graafschap Holland ("West-Frisia") waren dit de gouwen Walcheren, Schouwen, Maasland, Nifterlake, Rijnland, Kennemerland, Westflinge, Wieringen, Texel en mogelijk ook Naardinkland. In het graafschap Midden-Friiesland betrof dit Westergo, Oostergo en later Suthergo en Bornego. In oostelijk Friesland, dat uit meerdere graafschappen bestond, bevonden zich de gouwen Humsterland, Hunsingo, Fivelgo, Eemsgo, Federgo, Norderland, Harlingerland, Wangerland, Östringen en Rüstringen. De Friese kolonisten van het Land Wursten vestigden zich in het Saksische gouw Haduloha, maar bleven vermoedelijk nauw met Rüstringen verbonden.
Aan de zuidkant werden volgens een recente bijdrage van Roel Zijlmans behalve de Vier Ambachten ook het Waasland, het Gentgouw en het Rodengouw bij de Friese woongebieden gerekend. Dit laatste wordt echter betwijfeld door Hans Mol en Gilles de Langen, die stellen dat de het Sincfal (de latere Oosterschelde) een duidelijke grens vormde. Alleen de Vier Ambachten lagen ten noorden van de veengordel die Friesland van Vlaanderen scheidde.

## Ontstaan van het koningschap

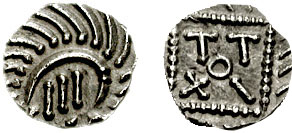
Friese sceatta uit circa 710- 735

Evenals dit bij andere Germaanse volken de norm was, hadden de Friezen in het begin stamhoofden als leiders. Deze leiders werden vooral gekozen op grond van hun kwaliteiten, maar later zou ook de afkomst een rol gaan meespelen. Verder was het gebruikelijk dat in tijden van oorlog er een stamhoofd als krijgsheer werd aangewezen. Deze gekozen krijgsheer werd ook wel hertog genoemd en was aanvoerder zolang de oorlog duurde.
Het belangrijkste kenmerk voor het ontstaan van het koningschap bij de Germaanse volken was evenwel de aanwezigheid van een centraal gezag en een klasse van edelen. Bij de Friezen was dit later het geval dan bij hun buurvolken die zich in het Romeinse Rijk vestigden. Pas op het eind van 6e eeuw was in het Fries-Gronings terpengebied sprake van een dergelijke situatie.
De macht van deze gezaghebber, politiek leider of koning werd bepaald door het aantal mensen dat hij door het geven van geschenken aan zich binden kon. Daarom waren de grenzen van zijn koninkrijk flexibel en gaven deze de reikwijdte aan van zijn netwerk van persoonlijke relaties. Behalve politieke macht had de Friese koning ook sacrale macht. Hij speelde een belangrijke rol in de religie. Verder bestond het Friese gebied evenals dit in de Angelsaksische wereld het geval was, uit voornamelijk meerdere kleine politieke eenheden elk met een eigen politieke leider als koning.
De eerste Friese koningen moeten daarom vooral beschouwd worden als krijgsheren, die tijdelijk aangesteld werden door de lokale machthebbers om weerstand te bieden aan de bedreiging die uitging van andere volken. Bij de Friezen was deze vooral afkomstig van hun buurvolk de Franken.
Frankische bronnen kenschetsen de Friese leiders in de regel als hertogen die aan de Frankische koning ondergeschikt waren. Angelsaksische bronnen spreken doorgaans over koningen,

## Uitbreiding van het Friese Rijk
Het Friese koninkrijk dat in de loop van de 6e eeuw steeds meer gestalte kreeg was oorspronkelijk een federatie van stammen die door een centraal gezag verbonden waren. De delta van de Rijn en Maas viel toen onder de Frankische invloedssfeer. De in macht toegenomen Friese koningen kregen belangstelling voor dit gebied en onder de voorgangers van koning Aldgisl vond er een Friese machtsuitbreiding plaats naar het hart van Nederland. Archeologen en historici denken dat vooral noordelijk Westergo in aanmerking komt als kerngebied waar de Friese koningen oorspronkelijk vandaan komen.
Maar niet alleen de Friezen hadden belangstelling, ook de Franken bleven geïnteresseerd en omstreeks 630 werd het gebied zuidelijk van de Oude Rijn op de Friezen veroverd door de Frankische koning Dagobert I. Deze Franken brachten het christelijk geloof mee naar deze contreien en bouwden in Utrecht een kerk. Na het bewind van koning Dagobert konden de Franken zich hier niet langer handhaven en viel het rivierengebied weer in Friese handen (650). Onder de Friese koning Radbod zou het Friese Rijk in het begin van de 8e eeuw zijn grootste uitbreiding krijgen. Volgens Jaekel strekte Radbod’s rijk zich uit over heel Frisia, van Zwin tot Wezer, maar tegenwoordig gaat men er eerder van uit dat zijn macht zich vermoedelijk beperkte tot het Midden-Nederlandse rivierengebied en delen van Holland. Het is dus evengoed mogelijk dat Poppo een lokale heerser was die los van Radbod een deel van het Friese woongebied - namelijk het huidige Friesland - beheerste. Dit laatste wordt echter betwijfeld door Hans Mol en Gilles de Langen, die stellen dat de het Sincfal (de latere Oosterschelde) een duidelijke grens vormde. Alleen de Vier Ambachten lagen ten noorden van de hoogveengordel die vroegmiddeleeuws Friesland van Vlaanderen scheidde.
De Friese kolonisten in de Uthlande van Zuidwest-Denemarken (Jutland), die vanwege hun speciale privileges Koningsfriezen werden genoemd, vielen buiten de gebruikelijke indeling in sysler of gouwen. Het gebied was, net als de rest van Jutland, verdeeld in tien kleinere districten, die herreder of harden werden genoemd en werd later (met uitzondering van enkele enclaves) tot het hertogdom Sleeswijk gerekend.

## Koningen

### Finn
De Friese koning Finn is een mythische 5e-eeuwse koning, die zowel in het Angelsaksische heldenepos Beowulf als andere vroegmiddeleeuwse geschriften voorkomt, zoals het Angelsaksische heldendicht Finnsburgfragment. In het Finnsburgfragment wordt de slag bij Finnburg vermeld. Daarin bevochten Friezen van Finn en Denen van Hnaef elkaar vijf dagen en wonnen uiteindelijk de Friezen (Freswael, 'Friese slachtpartij'). Hnaef en Finns zoon kwamen daarbij om het leven. De Jutse aanvoerder Hengest nam het leiderschap van de overgebleven Denen op zich en zou later als kolonist naar Brittannië reizen. In een Angelsaksisch fragment van de bard Widsith wordt koning Finn Folcwanding (zoon van Folcwand) genoemd in een opsomming van figuren, die in de 6e eeuw bekend waren. Widsith noemt hem de zwager van de Deense koning Hnaef Hocingum. In een stamreeks van de Angelsaksische koningen wordt Finn echter de zoon van Godulf genoemd. Volgens de Beowulf was Finn getrouwd met Hildeburh, de zuster van de Deense prins Hnaef en dochter van koning Hoc Healfdene. Volgens de Edda bezat de Zweedse koning Adils (in de Beowulf Eadgils genoemd) een pantser van Finn. Het volk de Finnar hebben in het noorden gewoond.

### Audulf
Audulf was mogelijk een koning wiens machtsbasis omstreeks 600 vermoedelijk in Westergo te vinden was. Hij is alleen bekend door de munten waarop zijn naam staat. Deze munten worden gedateerd tussen circa 600 en 630. De inscriptie Victoria op de gevonden munten zou erop kunnen duiden dat onder zijn heerschappij de Friezen succesvol zijn geweest in de strijd tegen de Franken. Sommige auteurs menen echter dat hij niet meer dan een Frankische muntmeester was.

### Aldgisl
Koning Aldgisl regeerde over het centraal rivierengebied in de huidige provincies Holland en Utrecht. Hij zetelde waarschijnlijk in Dorestad of Utrecht en volgens sommige historici liep zijn rijk van het Zwin (bij Brugge) tot en met de Wezer. Onder zijn bewind kregen de Friezen het opnieuw aan de stok met de Frankische hofmeier Ebroin. Daarbij was de beheersing van de oude Romeinse grensversterkingen de inzet van de vijandigheden. Aldgisl hield met zijn legermacht de Franken op een afstand. In de winter van 678 ontving Aldgisl de Engelse bisschop van York Wilfrid in Utrecht en gaf deze een goed onderkomen. Rond 680 stierf deze koning en werd hij opgevolgd door Radbod, van wie lange tijd is aangenomen dat die zijn zoon was.

### Radbod
Onder koning Radbod, van wie het aannemelijk wordt geacht dat hij koning was van geheel Frisia, van Zwin tot Wezer , hadden de Friezen vooral te maken met hofmeier Pepijn II, de nieuwe sterke man in het Merovingische rijk. In 695 verloor Radbod de slag bij Dorestad en kwam het gebied ten zuiden van de Oude Rijn in Frankische handen. De Franken sloten een verdrag met de Friezen en bezegelden dit met een huwelijk tussen Theudesinda, de dochter van Radbod en een zoon van Pepijn, Grimoald II. Na de dood van Pepijn in 714 keerde de situatie ten gunste van de Friezen. Radbod ging op oorlogspad en slaagde erin de verloren gebieden weer terug te veroveren. In 716 versloeg hij met zijn leger hofmeier Karel Martel in de Slag bij Keulen. Na de dood van Radbod raakte zijn opvolger de macht kwijt ten westen van het Vlie.

### Poppo
De laatste Friese legeraanvoerder wiens naam we kennen was Poppo of Bubo, hij was mogelik een koning ten oosten van het Vlie, mogelijk de opvolger van Radbod. Omstreeks 733 kreeg Poppo te maken met een Frankische inval door hofmeier Karel Martel. Het Friese leger werd teruggedrongen naar Oostergo en het jaar daarop sneuvelde de koning tijdens de Slag aan de Boorne. De Friezen verloren de slag en Friesland ten westen van de Lauwers werd ingelijfd in het Frankisch rijk.

## Einde van het Friese rijk
De nederlaag had tot gevolg dat de gebieden ten westen van de Lauwers, in Frankische handen vielen en alleen oostelijk hiervan hun zelfstandigheid behielden. Niettemin was het overgebleven gedeelte vooral een satellietstaat. Een opvolger van Poppo, een koning wiens naam we niet kennen, was in 748 verplicht om bijstand te geven aan hofmeier Pepijn de Korte toen deze oorlog voerde tegen de Saksen. Karel de Grote zou uiteindelijk in 772 ook aan dit laatste Friese staatje een einde maken. Na het Verdrag van Verdun in 843 werd het westen en zuiden van Frisia — tussen het Vlie en het Zwin — mede dankzij de Denen (Vikingen) die trouw aan Lotharius I waren, opgenomen in Lotharius' Midden-Francië.

## Erfenis
Er zijn sterke aanwijzingen dat de nakomelingen van graaf Gerulf (rond 850 - 898/914) van de Friese koningen afstammen. De latere Hollandse graven zouden aan deze afkomst een deel van hun prestige ontlenen. Ook verschillende adellijke families in Holland en Friesland, waaronder de leden van het Huis Egmond, leidden hun afstamming terug op koning Radbod.
In de late middeleeuwen werd het bestaan van een voormalig Koninkrijk Friesland als een historisch realiteit gezien, die leidde tot dynastieke aanspraken op de koningstitel, zowel door de graven van Holland-Henegouwen en de hertogen van Beieren als door de Bourgondische hertogen, met name Filips de Goede en Karel de Stoute. Zij zagen in het historische koninkrijk een mogelijkheid zichzelf een koningstitel te verschaffen, om zo hun onafhankelijkheid tegenover de Franse koning en Duitse keizer te benadrukken. Onderhandelingen met de keizer over een koningstitel hebben uiteindelijk niet tot het gewenste resultaat geleid.
Na inlijving van de Friese gewesten in het Frankische rijk was het tot in de 12e eeuw gebruikelijk om het oorspronkelijke grondgebied (met inbegrip van Holland) als Frisia (Friesland) aan te duiden. Het bleef aanvankelijk nog voortbestaan als deelrijk, markgraafschap, prefectuur of hertogdom, maar viel rond de 10e eeuw in kleinere bestuurlijke gebieden uiteen. De benaming is ook te zien in de naam van het niet duidelijk gedefinieerde graafschap West-Frisia (Frisia occidentalis).
Sommigen namen aan dat de zuidgrens van Frisia aan de Westerschelde lag. Dat is onaannemelijk omdat die zeearm toen nog niet als natuurlijke grens bestond. Er zijn goede redenen om aan te nemen dat het hele veen- en deltagebied van het huidige Zeeuws-Vlaanderen, tot iets voorbij de Sincfal en tot aan de hogere gronden in Vlaanderen, bij Frisia hebben behoord. De Rodengouw (Westelijk Zeeuws-Vlaanderen en de omgeving van Brugge), de Vier Ambachten, het Waasland en de Gentergouw waren waarschijnlijk oorspronkelijk Fries. Ze zullen in 843 door het Verdrag van Verdun bij Lotharius' Middenrijk zijn gekomen. Ze raakten daarna al spoedig in de Vlaamse machtssfeer en werden later betwist grensgebied tussen het Duitse en het Franse Rijk.

### Discussies over omvang van het koninkrijk
De werkelijke omvang van het Friese koninkrijk is niet met zekerheid aan te geven. Of er daadwerkelijk sprake was van een koning die macht kon uitoefenen over een groter gebied, is moeilijk te zeggen, temeer daar schriftelijke bewijzen voor het bestaan van een permanent centraal gezag ontbreken.. De meningen onder historici en archeologen zijn daarom verdeeld.
Archeoloog Johan Nicolay gaat ervan uit dat langs de Noordzeekust een handvol kleine koninkrijkjes hebben gelegen, die in tijden van oorlog wellicht grotere eenheden hebben gevormd om zo beter weerstand te kunnen bieden aan invallende mogendheden. Dat gebeurde dan onder leiding van een gekozen leider, een primus inter pares. Hij ziet de provincie Friesland, gezien de rijkdom aan goud- en zilvervondsten, als de meest centrale regio. Andere auteurs wijzen eerder op het belang van het rivierengebied, waar rond 700 het economische centrum van het Friese koninkrijk kwam te liggen, dan wel op het Hollandse kustgebied, waar zich later omvangrijke domein bevonden die vermoedelijk uit het koninklijk bezit stamden.
Archeoloog en historicus Menno Dijkstra acht het goed mogelijk dat er onder koning Radbod wel degelijk een grotere eenheid werd gevormd. Diens machtsgebied reikte volgens Dijkstra verder dan het Utrechtse en besloeg "een groot deel van Frisia magna, zo niet alles ervan". De meeste vakgenoten zijn echter sceptisch over deze veronderstelde samenhang,